# Anne-Marie Blanc
Anne-Marie Blanc (Vevey, 2 settembre 1919 – Zurigo, 5 febbraio 2009) è stata un'attrice svizzera.

## Filmografia parziale
- Wachtmeister Studer, regia di Leopold Lindtberg (1939)
- Lettere d'amore smarrite (Die mißbrauchten Liebesbriefe), regia di Leopold Lindtberg (1940)
- Gilberte de Courgenay, regia di Franz Schnyder (1941)
- Maria Luisa (Marie-Louise), registi vari (1944)
- Non si muore così! (On ne meurt pas comme ça), regia di Jean Boyer (1946)
- White Cradle Inn, regia di Harold French (1947)
- Piccoli amici (Frühlingslied), regia di Hans Albin (1954)
- Via Mala, regia di Paul May (1961)
- Guntar il temerario (Im Reich des silbernen Löwen), regia di Franz Josef Gottlieb (1965)
- La bionda di Pechino (La blonde de Pékin), regia di Nicolas Gessner (1967)
- Violanta, regia di Daniel Schmid (1977)
- A Song for Europe - film TV (1985)
- Klassezämekunft, regia di Walter Deuber e Peter Stierlin (1988)
- Der Vulkan, regia di Ottokar Runze (1999)
- Die Manns - Ein Jahrhundertroman - miniserie TV, 2 episodi (2001)